# Helene Costello
Helene Costello (New York, 21 giugno 1906 – San Bernardino, 26 gennaio 1957) è stata un'attrice statunitense, attiva soprattutto nel campo del cinema muto e a teatro.

## Biografia
Figlia di Maurice Costello e di Mae Costello, nonché sorella di Dolores Costello e poi cognata di John Barrymore, esordì giovanissima nel mondo del cinema nel 1909 recitando in Les Miserables (Part I), adattamento del romanzo di Victor Hugo. Continuò a recitare negli anni dieci per la Vitagraph come attrice bambina fino al 1916, spesso in coppia con la sorella. 
Le due sorelle Costello lavorarono anche a Broadway: il loro successo sul palcoscenico con un numero di danza a due per la rivista George White Scandals of 1924 le portò a essere messe sotto contratto dalla Warner Bros.  
Negli anni venti raggiunse il picco di popolarità recitando in decine di film e cortometraggi e arrivando a guadagnare 3 000 dollari alla settimana. Nel 1927 entrò a far parte delle WAMPAS Baby Stars. L'anno seguente fu coprotagonista del film Lights of New York. Chiuse il rapporto con la Warner nello stesso anno. La sua ultima apparizione è rappresentata da un cameo nel film Il cigno nero (1942).
Negli anni seguenti soffrì di problemi di salute, dipendenza da droghe e alcol, difficoltà finanziarie e problemi familiari: si sposò quattro volte con tre divorzi. Il suo secondo marito fu l'attore e regista Lowell Sherman, che sposò nel 1930 e da cui divorziò due anni dopo. Precedentemente si era legata in matrimonio ad un calciatore, mentre dopo si è unita ad un avvocato, dal 1933 al 1939. Il suo quarto e ultimo matrimonio fu quello nel 1940 con l'artista George Lee Le Blanc, dal quale ebbe una figlia da cui fu allontanata per un periodo a causa della sua dipendenza dall'alcol. Costello e Le Blanc divorziarono nel 1948.
Morì nel gennaio 1957 a causa di una polmonite, all'età di 50 anni. Era ricoverata sotto falso nome in un ospedale californiano.

## Premi e riconoscimenti
- WAMPAS Baby Stars (1927)
- Hollywood Walk of Fame (Star of Motion Pictures; 1500 Vine Street; 8 febbraio 1960)
- Young Hollywood Hall of Fame (1908-1919)

## Filmografia
La filmografia è completa. Quando manca il nome del regista, questo non viene riportato nei titoli.

### Cortometraggi
- Les Miserables (Part I) (1909)
- A Midsummer Night's Dream, regia di James Stuart Blackton, Charles Kent  (1909)
- Consuming Love; or, St. Valentine's Day in Greenaway Land (1911)
- A Quaker Mother (1911)
- Courage of Sorts (1911)
- The Geranium, regia di Van Dyke Brooke (1911)
- Captain Barnacle's Baby, regia di Van Dyke Brooke (1911)
- Her Crowning Glory, regia di Laurence Trimble (1911)
- The Child Crusoes, regia di Van Dyke Brooke (1911)
- His Sister's Children (1911)
- Regeneration, regia di Charles Kent (1911)
- Auld Lang Syne, regia di Laurence Trimble (1911)
- A Reformed Santa Claus (1911)
- The Old Doll (1911)
- Captain Jenks' Dilemma (1912)
- The Meeting of the Ways (1912)
- Tom Tilling's Baby (1912)
- Curioso pagamento (Captain Barnacle's Messmates), regia di Van Dyke Brooke (1912)
- The First Violin, regia di Van Dyke Brooke (1912)
- The Five Senses (1912)
- At Scrogginses' Corner, regia di Hal Reid (1912)
- The Greatest Thing in the World (1912)
- Lulu's Doctor, regia di Van Dyke Brooke (1912)
- The Days of Terror; or, In the Reign of Terror, regia di Charles Kent (1912)
- The Church Across the Way (1912)
- The Troublesome Step-Daughters, regia di George D. Baker (1912)
- The Money Kings, regia di Van Dyke Brooke (1912)
- The Black Sheep, regia di Edwin R. Phillips (1912)
- Wanted... a Grandmother (1912)
- Rip Van Winkle, regia di Charles Kent (1912)
- Captain Barnacle's Legacy, regia di Van Dyke Brooke (1912)
- The Irony of Fate, regia di Albert W. Hale (1912)
- The Toymaker (1912)
- In the Garden Fair, regia di Frederick A. Thomson (1912)
- Cleopatra, regia di Charles L. Gaskill (1912)
- Six O'Clock (1912)
- The Servant Problem; or, How Mr. Bullington Ran the House (1912)
- The Night Before Christmas, regia di Van Dyke Brooke (1912)
- Two Women and Two Men, regia di Albert W. Hale (1912)
- Days of Terror, regia di Charles Kent (1912)
- Mr. Bolter's Niece, regia di Frederick A. Thomson - cortometraggio (1913)
- Buttercups, regia di Frederick A. Thomson - cortometraggio (1913)
- Just Show People, regia di Van Dyke Brooke - cortometraggio (1913)
- Beau Brummel, regia di James Young - cortometraggio (1913)
- Tim Grogan's Foundling, regia di Van Dyke Brooke - cortometraggio (1913)
- The One Good Turn, regia di William V. Ranous - cortometraggio (1913)
- The Mystery of the Stolen Child, regia di Maurice Costello e W.V. Ranous - cortometraggio (1913)
- Fortune's Turn, regia di Wilfred North - cortometraggio (1913)
- The Hindoo Charm, regia di Maurice Costello - cortometraggio (1913)
- The Other Woman, regia di Van Dyke Brooke (1913) - cortometraggio
- Heartbroken Shep, regia di L. Rogers Lytton e James Young - cortometraggio (1913)
- The Fruits of Vengeance, regia di Frederick A. Thomson - cortometraggio (1913)
- Matrimonial Manoeuvres, regia di Maurice Costello e Wilfred North (1913)
- The Doctor's Secret, regia di Van Dyke Brooke (1913)
- The Price of Thoughtlessness, regia di Ned Finley (1913)
- Fellow Voyagers, regia di Eugene Mullin e Maurice Costello (1913)
- A Christmas Story, regia di James W. Castle e Tefft Johnson (1913)
- Allegri automobilisti, ovvero Spaventoso assassinio (Bunny's Mistake), regia di George D. Baker (1914)
- Some Steamer Scooping, regia di Maurice Costello (1914)
- Memories That Haunt, regia di Harry Lambart (1914)
- Etta of the Footlights, regia di Maurice Costello e Robert Gaillard (1914)
- The Mysterious Lodger, regia di Maurice Costello e Robert Gaillard (1914)
- The Barrel Organ, regia di Edmond F. Stratton (1914)
- The Blood Ruby, regia di Maurice Costello e Robert Gaillard (1914)
- Too Much Burglar, regia di Maurice Costello e Robert Gaillord (1914)
- By the Governor's Order, regia di Maurice Costello e Robert Gaillard (1914)
- How Cissy Made Good, regia di George D. Baker (1914)
- The Evil Men Do (1915)
- Lifting the Ban of Coventry, regia di Wilfred North (1915)
- The Heart of Jim Brice, regia di Maurice Costello e Robert Gaillard (1915)
- Billie's Mother, regia di Lionel Belmore (1916)

### Lungometraggi
- Ranger of the Big Pines, regia di W. S. Van Dyke (1925)
- Il gentiluomo cocchiere (The Man on the Box), regia di Charles Reisner (1925)
- Bobbed Hair, regia di Alan Crosland (1925)
- The Love Toy, regia di Erle C. Kenton (1926)
- Wet Paint, regia di Arthur Rosson (1926)
- Don Giovanni e Lucrezia Borgia (Don Juan), regia di Alan Crosland - non accreditato (1926)
- Morte al volante (The Honeymoon Express), regia di James Flood e, non accreditato Ernst Lubitsch (1926)
- Millionaires, regia di Herman C. Raymaker (1926)
- While London Sleeps, regia di Howard Bretherton (1926)
- Finger Prints, regia di Lloyd Bacon (1927)
- The Fortune Hunter, regia di Charles Reisner (1927)
- The Broncho Twister, regia di Orville O. Dull (1927)
- The Heart of Maryland, regia di Lloyd Bacon (1927)
- Good Time Charley, regia di Michael Curtiz (1927)
- In Old Kentucky, regia di John M. Stahl (1927)
- Husbands for Rent, regia di Henry Lehrman (1927)
- Burning Up Broadway, regia di Phil Rosen (1928)
- Comrades, regia di Cliff Wheeler (1928)
- Phantom of the Turf, regia di Duke Worne (1928)
- Il tassì di mezzanotte (The Midnight Taxi), regia di John G. Adolfi (1928)
- Broken Barriers, regia di Burton L. King (1928)
- When Dreams Come True, regia di Duke Worne (1929)
- Lights of New York, regia di Bryan Foy (1928)
- The Circus Kid, regia di George B. Seitz (1928)
- The Fatal Warning, regia di Richard Thorpe (1929)
- Parigi che canta (Innocents of Paris), regia di Richard Wallace (1929) (non accreditato)
- Rivista delle nazioni (The Show of Shows), regia di John G. Adolfi (1929)

- Public Hero No. 1, regia di J. Walter Ruben (1935) (non accreditato)
- Honeymoon Limited, regia di Arthur Lubin (1935)
- Riffraff, regia di J. Walter Ruben (1936)
- Il cigno nero (The Black Swan), regia di Henry King (1942) (cameo)